# Leitenant-Schestakow-Klasse
Die Leitenant-Schestakow-Klasse (russisch Лейтенант Шестаков) war eine Klasse von vier Torpedokreuzern, während des Baues 1907 in Zerstörer umklassifiziert, der Schwarzmeerflotte der Kaiserlich Russischen Marine, die von 1909 bis 1918 im Schwarzen Meer eingesetzt wurden.

## Entwurf

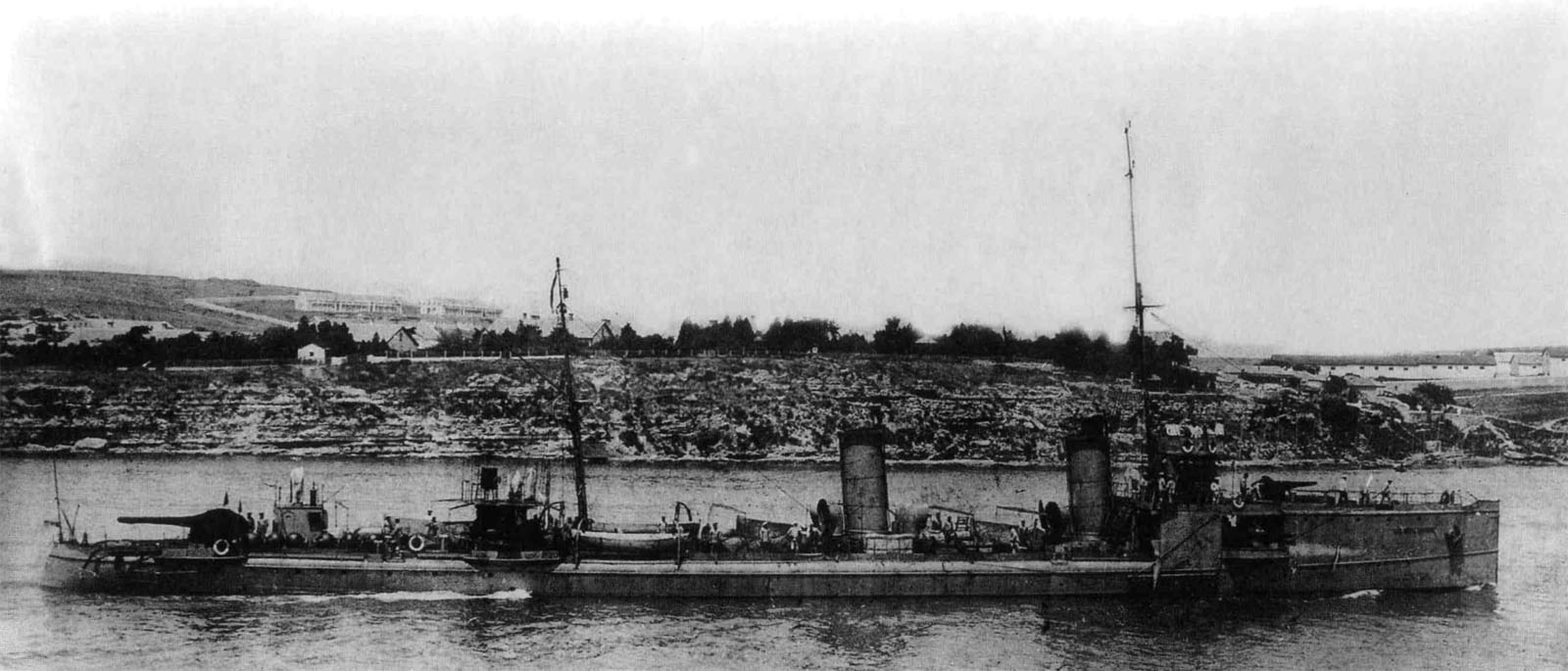
Russischer Zerstörer Leitenant Schestakow

Die Leitenant-Schestakow-Klasse, benannt nach dem russischen Staatsmann, Schriftsteller und Admiral Iwan Alexejewitsch Schestakow (1820–1888), wurde bei der Marinewerft in Nikolajew nach überarbeiteten Plänen der Wsadnik-Klasse der Kieler F. Krupp Germaniawerft entwickelt. Am 21. November 1904 beschloss die Marineleitung den Bau von vier Torpedokreuzern mit einer Verdrängung von 570 Tonnen. Bald wurde beschlossen, die Größe auf 650 Tonnen zu erhöhen, vier Wasserrohr-Kessel vom Typ Normand zu verwenden und die Kohlenvorräte gegenüber der Wsadnik-Klasse zu erhöhen. Auch wurde die Bewaffnung auf eine 120-mm-Kanone und fünf 75-mm-Geschütze verstärkt und vor der Indienststellung nochmals auf zwei 120-mm- und vier 75-mm-Geschütze geändert. Die Minenkapazität wurde auf 40 Minen erhöht.
Die Kiellegung der vier Boote erfolgte am 29. September 1906, der Stapellauf fand 1907 statt. Am 10. Oktober 1907 wurden die im Bau befindlichen Torpedokreuzer in Zerstörer umklassifiziert und kamen ab Herbst 1909 in den Dienst. Obwohl erheblich schwerer bewaffnet, werden die vier Schwarzmeerboote auch der Dobrowolez-(Freiwilliger)-Klasse zugerechnet, der noch zwanzig Zerstörer der Baltischen Flotte angehören, die sich aus den vier Booten der von Schichau entwickelten Emir-Bucharski- (auch Finn)-Klasse, den acht Zerstörern der Ukraina-Klasse und den vier in Finnland gebauten Zerstörern der Ochotnik-Klasse nach Plänen der AG Vulcan, sowie den vier Zerstörern der Wsadnik-Klasse nach den Plänen der Germaniawerft zusammensetzen.
Diesen Booten folgten die aus der Nowik entwickelten weiteren Zerstörerbaureihen, für die Schwarzmeerflotte 16 Boote der Derzkiy-Klasse (vier, 1180/1405t), der Shchastlivyi-Klasse (fünf, 1110/1460t) und der Ushakov´s Siege-Klasse (sieben, 1320–1760t).

## Einsätze

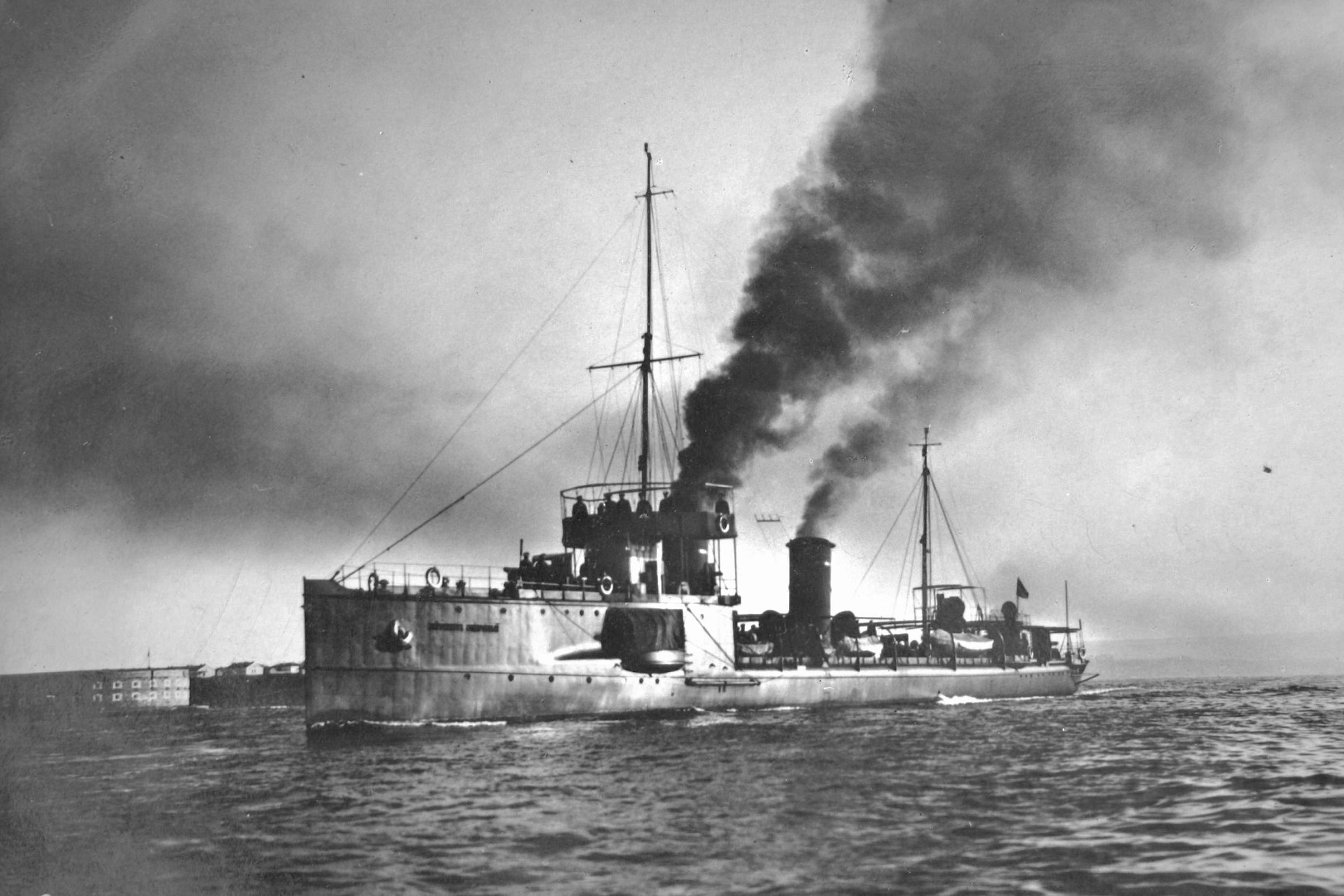
Leitenant Sazarenny vor 1915

Die Boote wurden der 2. Torpedobootsdivision der Schwarzmeerflotte zugewiesen. 1914 bildeten sie die 3. Division. Am 18. November waren alle vier Boote im Verband mit fünf Linienschiffen, etlichen Kreuzern und weiteren Zerstörer beim Zusammenstoß der russischen Schwarzmeerflotte mit den deutsch-türkischen Schiffen Goeben, jetzt Schlachtkreuzer Yavuz Sultan Selim, und Breslau, jetzt Kreuzer Midilli, vor Kap Sarych an der Krim anwesend, ohne in das Gefecht eingreifen zu können. Danach kamen die Boote sowohl an der bulgarischen wie auch an der türkischen Küste zum Einsatz. Sie versenkten 22 türkische Hilfs- und Segelschiffe. 1915 wurden die Kessel und Maschinenanlagen überholt und die Boote mit 47-mm-Flugabwehrgeschützen ausgerüstet, die 75-mm-Geschütze entfernt und die Minenkapazität auf 50 erhöht. Sie spezialisierten sich auf Küsteneinsätze und waren von Februar bis April 1916 zur Unterstützung der Trabzon-Offensive eingesetzt.
Am 30. Juni 1917 ging die Leitenant Sazarenny als einziges Boot im Einsatz verloren, als sie nahe der Insel Fidonisi auf eine Minensperre lief, die der deutsch-türkische Kreuzer Breslau, jetzt Midilli, wenige Tage zuvor verlegt hatte. Die Midilli hatte 70 Minen vor der Donaumündung und weitere zehn vor der Insel Fidonisi bei Sulina, die die Deutschen Schlangen-Insel nannten, verlegt.

Der Zerstörer zerbrach und der vordere Teil sank sofort. Der hintere konnte anfangs abgeschleppt werden, sank aber auch, bevor er auf einen Strand gesetzt werden konnte. 44 Mann der Besatzung, darunter der Kommandant, kamen zu Tode.

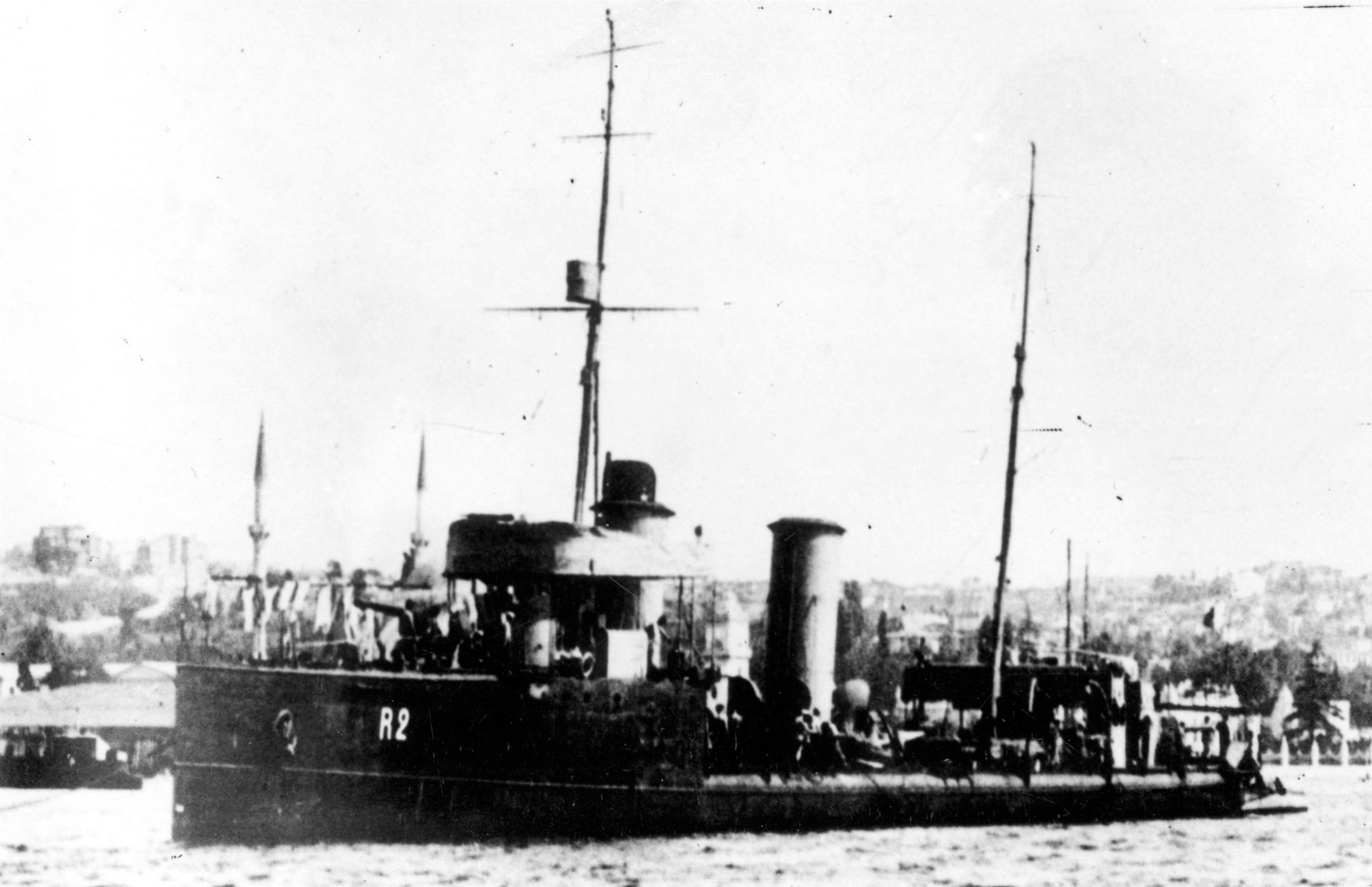
Ehemalige Leitenant Puschkin
1919 unter französischer Flagge

Am 29. Dezember 1917 wurden die verbliebenen drei Boote Mitglieder der roten Schwarzmeerflotte. Zwei liefen am 29. April 1918 aus Sewastopol aus, um nicht den Deutschen in die Hände zu fallen und versenkten sich selbst am 18. Juni auf Befehl der sowjetischen Regierung in der Tsemesbucht vor Noworossijsk zusammen mit acht weiteren Zerstörern und dem Schlachtschiff Imperatriza Jekaterina Welikaja.
Die Leitenant Puschkin war Anfang 1918 stillgelegt worden und konnte Sewastopol vor der deutschen Besetzung nicht verlassen. Sie wurde am 12. Oktober unter deutscher Flagge mit der Kennung R04 in Fahrt gebracht. Nach der erfolgten deutschen Kapitulation wurde sie im Marmarameer von den Alliierten beschlagnahmt und von der französischen Marine als R2 genutzt. Im Oktober 1920 wurde sie in Izmir an die „weißen“ russischen Seestreitkräfte übergeben und von diesen als Kapitän Saken genutzt. Sie wurde bei der Evakuierung der Truppen des Generals Pjotr Nikolajewitsch Wrangel aus Sewastopol eingesetzt und kam dann mit anderen „weißen“ Schiffe nach Bizerta, wo sie am 20. Dezember 1920 interniert wurden. Das Boot wurde dann in den 1930er-Jahren endgültig abgewrackt.

## Boote und Schicksale
| Name                                                               | Stapellauf       | Indienststellung | Bemerkung |
| ------------------------------------------------------------------ | ---------------- | ---------------- | --- |
| Leitenant Schestakow (Лейтенант Шестаков)                          | August 1907      | 1. Oktober 1909  | Am 29. April 1918 aus Sewastopol nach Noworossijsk verlegt. Am 18. Juni auf Befehl der Regierung in der Tsemes-Bucht versenkt, um eine Übernahme durch die Deutschen zu verhindern. 1927 gehoben und abgewrackt. |
| Leitenant Puschkin Kapitän Saken (ab Oktober 1920) (Капитан Сакен) | September 1907   | 13. Oktober 1909 | 1918 in Sewastopol von den Deutschen beschlagnahmt und in Dienst gebracht. Nach der Kapitulation von den Franzosen beschlagnahmt. An die Truppen des Generals Wrangel abgegeben. Einsatz bei der Evakuierung der „weißen“ Truppen aus Sewastopol nach Istanbul. Verlegung mit den anderen Schiffen der „weißen“ Russen nach Bizerta. Dort interniert und in den 1930er-Jahren abgebrochen. |
| Kapitan-Leitenant Baranow (Капитан-лейтенант Баранов)              | 5. November 1907 | 13. Oktober 1909 | Am 29. April 1918 aus Sewastopol nach Noworossijsk verlegt. Am 18. Juni auf Befehl der Regierung in der Tsemes-Bucht versenkt, um eine Übernahme durch die Deutschen zu verhindern. 1927 gehoben und abgewrackt. |
| Leitenant Sazarenny (Лейтенант Зацаренный)                         | 29. Oktober 1907 | 16. Oktober 1909 | Am 30. Juni 1917 aus Odessa kommend südlich des Leuchtturms Fidonisi auf eine deutsche Minensperre gelaufen und gesunken. 44 Tote . |